# It's My Time (chanson de Jade Ewen)
Pour les articles homonymes, voir It's My Time.
Chansons représentant le Royaume-Uni au Concours Eurovision de la chanson
Even If
(2008) That Sounds Good to Me
(2010)
It's My Time (C'est mon heure) était la chanson qui représentait le Royaume-Uni au Concours Eurovision de la chanson 2009, à Moscou. La chanson a été composée par Lord Andrew Lloyd Webber et écrite par Diane Warren.
La chanson a été chantée par Jade Ewen, à la suite de sa victoire à l'émission de sélection du candidat, Eurovision: Your Country Needs You, en janvier 2009. Lloyd Webber avait affirmé qu'il accompagnerait Jade Ewen, en jouant du piano sur scène avec elle lors de la soirée de la finale du concours.
La chanson atteint la cinquième place au concours, à Moscou. La meilleure place pour une entrée du Royaume-Uni depuis 2002.

## Écriture et inspiration
(août 2011).
Le contenu est difficilement compréhensible vu les erreurs de traduction, qui sont peut-être dues à l'utilisation d'un logiciel de traduction automatique.
La chanson a été spécialement écrite pour le Concours Eurovision de la chanson. Andrew Lloyd Webber et Diane Warren l'ont écrite en deux heures. Lloyd Webber dans le The Daily Mail a dit que : "Les Américains ont écrit l'entrée de la Russie l'année dernière. Il n'y a pas de règles qui disent que je ne peux pas utiliser le parolier que je veux, d'où il vienne. J'ai été en contact avec un couple de Britanniques, mais les deux n'étaient pas disponibles. L'un était très célèbre et Tim Rice ne voulait pas le faire. Il a dit qu'il n'avait pas la tournure de phrase pour quelque chose comme ça. Alors j'ai pensé à Diane Warren. J'ai été stupéfié quand elle a accepté  ». Diane Warren a également parlé de l'écriture du morceau dans une interview à la BBC elle a dit:" Je n'ai pas l'habitude de coécrire beaucoup, j'ai tendance à écrire moi-même, aussi cela a-t-il été assez effrayant - en particulier avec d'autres comme Andrew Lloyd Webber qui est une légende ! "

## Classements
| Chart (2009)          | Meilleure position |
| --------------------- | ------------------ |
| Russian Airplay Chart | 248                |
| Swedish Singles Chart | 34                 |
| UK Singles Chart      | 50                 |